# Пономарёв, Павел Андреевич
Павел Андреевич Пономарёв (1844—1883) — российский купец 1-й гильдии, предприниматель, благотворитель, императорский вице-консул в Ханькоу, коммерции советник. Свое состояние завещал на развитие народного образования в родном крае. На его деньги было построено три училища в Иркутске и шесть народных училищ в селах Оёк, Турка, Большая Разводная, Ширяево, Буреть и Новонукутск.

## Биография
Родился 20 июня 1844 года в городе Иркутске в семье владельца мыловаренного завода Андрея Васильевича Пономарёва. Учился в Знаменском приходском училище, затем перевёлся в Иркутское уездное училище, но его не окончил, а стал торговать в лавке у отца и на выездных ярмарках в Верхнеудинске, Ирбите и Нижнем Новгороде.
В 1867 году, получив от отца стартовый капитал в 10 000 рублей, Павел Андреевич уехал в Китай и занялся там чайным делом. Стал одним из первых русских купцов, построивших в Китае фабрику прессованного плиточного чая. Поселившись в городе Ханькоу, Павел Андреевич изучал китайский и английский языки, много читал и путешествовал. Являлся популяризатором традиций чаепития в Российской империи.
К 1876 году Пономарев владел тремя фабриками по производству плиточного и кирпичного чая, а магазины фирмы «П.А. Пономарёв и К» были открыты в большинстве крупных городах Восточной Сибири. Императрица Мария Александровна, попробовав присланные от Пономарёва сорта чая, послала ему свои благодарности и предложила занять пост Императорского русского вице-консула в Ханькоу, без отрыва от коммерческих дел. С 1876 по 1882 годы являлся представителем торговых интересов России в Китае. Глава императорской миссии в Пекине сообщал в одном из своих донесений в Петербург следующее:

«… Пономарев относится к делу чрезвычайно усердно и добросовестно. Представляемые им ежегодно торговые отчеты отличаются полнотой и заключают в себе много интересных сведений. Видно, что составление их стоит ему немало серьёзного труда, он способствовал уменьшению таможенной пошлины на некоторые дешевые сорта чая… Заслуживают внимания хлопоты его об учреждении между Китайскими портами Русского пароходства для перевозки идущих в Россию чаев…»
В 1877 году, Павел Андреевич две трети своего капитала завещал на народное образование и только одну треть оставил жене, матери и сестре. Дополнительно, в завещании, 10 000 рублей выделялось на стипендии детям цеховых, крестьян и мещан, обучавшихся в Иркутской гимназии.
28 февраля 1883 года Государь Император соизволил пожаловать П. А. Пономареву звание Коммерции Советника.
Умер 8 декабря 1883 года в Санкт-Петербурге. До 1890 года покоился в Александро-Невской лавре, но, по желанию родственников, прах был перевезен на родину и погребен в ограде Сретенской церкви в Знаменском предместье Иркутска. Над могилой на средства родственников был установлен памятник в виде часовни.

## Пономарёвские училища

г. Иркутск. Второе училище Павла Пономарева на Якутской улице, фото 1900-х гг.

С 1893 года (через 10 лет после смерти) и до 1908 года в Иркутске и Иркутском уезде были открыты девять начальных училищ имени Павла Пономарёва. Три из них в самом Иркутске, а шесть других были открыты в селениях Иркутского округа. На строительство и содержание училищ, по завещанию Пономарева, было выделено более 200 000 рублей, поэтому все училища были хорошо оборудованы. Всего в них обучалось 654 ученика из низших сословий. Для большинства из детей это был единственный шанс получить образование. Один из инспекторов народных училищ 1-го района Иркутска, в письме от 11 марта 1916 года сообщает об училищах Павла Пономарева директору народных училищ Иркутской губернии следующее: 

«…учебно-воспитательное дело поставлено вполне удовлетворительно, педагогический персонал — со специальным образованием, с хорошей школьной практикой, умело и добросовестно относится к своему делу. Училища имеют все необходимые наглядные пособия, библиотеки снабжены достаточным количеством книг, организованы классы ручного труда, в которых успешно преподают учащие со специальной подготовкой…».
9 октября 1893 года для 1-го училища Павла Пономарева на Большой улице арендовали на два года верхний этаж дома Сапожникова. Более ста учащихся приступили к занятиям уже 30 ноября. Через некоторое время училище переехало в собственный дом на углу Зверевской и Арсенальской улиц, купленный у купца А. Г. Малых Министерством народного просвещения в 1886 году.
В 1897—1899 годах на пересечении улиц Покровской и Якутской было построено каменное двухэтажное здание специально для 2-го приходского училища Павла Пономарева. Строительство потребовало значительных финансовых вложений почти в 50 000 рублей. Начало занятий в первом корпусе училища пришлось на октябрь 1899 года. Если в 1900 году начали обучение 75 учеников то в 1902 году число учеников приблизилось к сотне.
В 1902 году на 2-й Иерусалимской улице было построено 3-е приходское училище. Первоначально училище занимало небольшой дом в четыре окна по главному фасаду, но в 1915 году учебные площади удалось увеличить более чем в два раза за счёт покупки соседних участков земли.

## Память
- Имя Павла Андреевича Пономарёва носит Средняя общеобразовательная школа № 10 в Иркутске[2]. На фасаде школы установлена мемориальная доска.